# Aeolesthes rufimembris
Aeolesthes rufimembris là một loài bọ cánh cứng trong họ Cerambycidae.